# Canton d'Ajaccio-4
Le canton d'Ajaccio-4 est une division administrative française située dans le département de la Corse-du-Sud et la région Corse.

## Histoire
Le canton d'Ajaccio-IV (Nord) a été créé par le décret du 18 août 1973 à la suite du démantèlement de l'ancien canton d'Ajaccio.
Il a été modifié par décret du 2 février 1982 à l'occasion de la création des cantons d'Ajaccio-6 et Ajaccio-7.
Un nouveau découpage territorial de la Corse-du-Sud entre en vigueur en mars 2015, défini par le décret du 24 février 2014. La composition du canton d'Ajaccio-4 est remaniée.

## Géographie
Ce canton est organisé autour d'Ajaccio dans l'arrondissement d'Ajaccio. Son altitude varie de 0 m (Ajaccio) à 787 m (Ajaccio) pour une altitude moyenne de 38 m.

## Représentation

### Représentation de 1973 à 2015
| Période | Période          | Identité          | Étiquette                | Qualité |
| ------- | ---------------- | ----------------- | ------------------------ | --- |
| 1973    | 1999 (démission) | José Rossi        | CDP puis UDF puis DL     | Juriste - Député (1988-2002) Président de l'Assemblée Territoriale (1998-2004) Président du Conseil général (1985-1998) Ministre (1994-1995) Maire-adjoint d'Ajaccio |
| 1999    | 2011             | Jacques Billard   | DL puis UMP-Bonapartiste | Professeur Vice-président du Conseil général |
| 2011    | 2015             | Stéphane Vannucci | app. UMP                 | 3e adjoint au maire d'Ajaccio depuis 2014 |

### Représentation depuis 2015
| Période élective | Période élective | Mandat | Mandat | Identité          | Nuance | Nuance | Qualité                                                                                     |
| ---------------- | ---------------- | ------ | ------ | ----------------- | ------ | ------ | ------------------------------------------------------------------------------------------- |
| 2015             | 2021             | 2015   | 2017   | Nathalie Ruggeri  |        | LR     | Deuxième adjointe au maire d'Ajaccio Conseillère générale du Canton d'Ajaccio-6 (2009-2015) |
| 2015             | 2021             | 2015   | 2017   | Charly Voglimacci |        | LR     | Adjoint au maire d'Ajaccio                                                                  |

À l'issue du 1er tour des élections départementales de 2015, deux binômes sont en ballotage : Nathalie Ruggeri et Charly Voglimacci (UMP, 57,48 %) et Marie-Xavière Filippi et Michel Leca (FN, 25,05 %). Le taux de participation est de 42,11 % (2 942 votants sur 6 986 inscrits) contre 51,56 % au niveau départementalet 50,17 % au niveau national.
Au second tour, Nathalie Ruggeri et Charly Voglimacci (UMP) sont élus avec 71,49 % des suffrages exprimés et un taux de participation de 42,03 % (1 926 voix pour 2 936 votants et 6 986 inscrits).

## Composition

### Composition de 1973 à 2015
Lors de sa création, le canton d'Ajaccio-IV se composait de :
1. la portion de territoire de la ville d'Ajaccio comprenant les voies et quartiers ci-après : cours Napoléon, côté impair du numéro 51, angle de la rue Del-Pellegrino, gare, amirauté, avenue J.-Jérôme-Lévie, rue M.-Bozzi, rue du Docteur-et-Préfet-Cauro, rue H.-Campiglia, rue Jérôme-et-Barthélémy-Maglioli, rue, Sainte-Lucie, avenue C.-d'Ornano, route du Vittulo, résidence Triana, casernes Battesti et Livrelli, chemin de Loretto, chemin de la Lisa, route de Saint-Antoine, Castelluccio, quartier de la Villette, rue du Docteur-Del-Pellegrino, cours Napoléon côté impair depuis l'angle de la rue Del-Pellegrino jusqu'au numéro 91, angle cours J.-Nicoli, boulevard Dominique-Paoli, rue Comte-Marbeuf, avenue Kennedy, H. L. M. Saint-Jean, avenue du Maréchal-Moncey, montée Saint-Jean, rue des Orangers, rue des Pommiers, rue des Eucalyptus, rue du 1er-Bataillon-de-Choc, rue du Colonel-et-Capitaine-Biancamaria, chemin de Biancarello, résidence Savreux, Castelvecchio,
2. les communes d'Alata et de Villanova.

Son territoire est réduit par décret du 2 février 1982 ; il est alors composé de la portion de territoire de la ville d'Ajaccio déterminée comme suit : à l'Est, par la mer ; au Sud, par une ligne joignant l'extrémité de la jetée du Margonajo à l'extrémité Sud de l'avenue J.-J.-Levie (face à la place Abbatucci), l'avenue Beyerini-Vico (exclue), avenue de la Grande-Armée, le chemin des Crêtes (inclus) ; au Sud-Ouest, par une ligne rejoignant les limites de la commune de Villanova en passant au Sud des lieux-dits Mulinaccio, Saint-Antoine, pointe de Chiosola, pointe de Figarella, Dacca di Marcuggio ; au Nord, par les limites communales de Villanova et d'Alata ; à l'Est, par une ligne joignant les limites de la commune d'Alata au chemin de Loreto en passant au Sud des lieux-dits Les Barraques, domaine de l'Olmo, Les Milelli ; au Nord-Est, par une ligne passant au Nord du chemin de Loreto, par l'avenue du Maréchal-Moncey, par l'H. L. M. Saint-Jean (bâtiments K 1, K 2, - M et Q exclus), par la montée Saint-Jean, le cours Napoléon (portion comprise entre la montée Saint-Jean et le cours Jean-Nicoli), par une ligne joignant l'extrémité Sud du cours Jean-Nicoli à l'extrémité Ouest du quai du Nord (jusqu'à la mer).

### Composition à partir de 2015
| Nom                             | Code Insee | Intercommunalité    | Superficie (km2) | Population (dernière pop. légale)                | Densité (hab./km2) | Modifier                                    |
| ------------------------------- | ---------- | ------------------- | ---------------- | ------------------------------------------------ | ------------------ | ------------------------------------------- |
| Ajaccio (bureau centralisateur) | 2A004      | CA du Pays ajaccien | 82,03            | Fraction : 14 987 (2022) Commune : 75 343 (2022) | 918                | modifier les données · modifier les données |
| Canton d'Ajaccio-4              | 2A04       |                     |                  | 14 987 (2022)                                    |                    | modifier les données                        |

Le nouveau canton d'Ajaccio-4 comprend la partie de la commune d'Ajaccio située au sud et à l'est d'une ligne définie par l'axe des voies et limites suivantes : cours Jean-Nicoli, rue de Candia, chemin de Candia, boulevard Sebastianu-Costa, boulevard Louis-Campi (direction Nord-Est), route nationale 194 (direction Nord-Est), route du Stiletto, chemin de Pietralba (direction Sud-Ouest).

## Démographie

### Démographie avant 2015
| 1975 | 1982 | 1990  | 1999  | 2006  | 2011  | 2012  |
| ---- | ---- | ----- | ----- | ----- | ----- | ----- |
| -    | -    | 6 214 | 5 372 | 6 521 | 6 261 | 6 269 |

### Démographie depuis 2015
En 2022, le canton comptait 14 987 habitants, en évolution de +7,48 % par rapport à 2016 (Corse-du-Sud : +7,61 %, France hors Mayotte : +2,11 %).
| 2013   | 2018   | 2022   |
| ------ | ------ | ------ |
| 13 923 | 13 863 | 14 987 |